# And I Love Her
Az And I Love Her a The Beatles együttes 1964-es, azonos címet viselő album dala. Szerzője Paul McCartney, azonban John Lennon is segített megírásában. A dal az album mellett kislemezen is megjelent az Egyesült Államokban (B-oldalán az If I Fell volt megtalálható). A dal feltűnik az Egy nehéz nap éjszakája című film egyik jelenetében is.
A dal egy szerelmes vallomás, melyet McCartney írt akkori barátnőjéhez, Jane Asher-hez (nem sokkal a beköltözésüket követően). Ez volt az első ballada szerű dala. Habár a szám ötlete McCartney-tól eredeztethető, a középrésznek olyan hangzása van, mintha Lennon írta volna.
A dal felvételei nehézkesen haladtak. Február 25-én kedzdték el a rögzítést és ekkor a dalnak még sötétebb hangzása volt. Ebben egy elektromos gitár szóló és erősebb dobszólamok voltak. (Ez a változat később 1995-ben jelent meg az Anthology 1 albumon) A második felvételi napon nyerte el a dal a végleges hangzását, de mind a 16 felvétel használhatatlanná vált. Végül az albumon a harmadik felvételi napon rögzített második felvétel (a 21-es felvétel) lett kiválasztva. Az énekhez George Martin visszahang effektust alkalmazott.
A dalt az együttes csak egyszer adta elő, 1964. július 14-én a BBC Top Gear című rádióműsorában.
A dalhoz George Martin készített is egy szinfonikus változatot, ami az album amerikai kiadásán volt meg. A dalt később McCartney 1991. január 25-én adta elő az MTV Unplugged című műsorában (majd május 20-án jelent meg az Unplugged (Official Bootleg) című albumon).
A dalt a Yesterday mellett a másik legtöbbet feldolgozott Beatles dal lett. Az egyik legismertebb feldolgozása Esther Phillips-től származik, aki And I Love Him címmel 1965-ben, mely 54. helyet érte el az amerikai kislemez listán. Valamint 2015-ben kiadásra került egy kislemez, amelyen a Nirvana frontembere, Kurt Cobain adja elő a dalt akusztikus gitáron. A felvétel 1987 vagy 1988 környékén került rögzítésre Cobain aberdeen-i otthonában, házi magnókazettán. 1994-es halála óta ez a dal volt az utolsó olyan felvétel, amit Cobain neve alatt adtak ki.

## Közreműködött
Ian MacDonald szerint:
- Paul McCartney – ének, basszusgitár
- John Lennon – akusztikus ritmusgitár
- George Harrison – akusztikus szólógitár
- Ringo Starr – dob